# Григол Абашидзе
Вижте пояснителната страница за други личности с името Абашидзе.
Григол Грилович Абашѝдзе (или Григорий Григоревич Абашидзе, на грузински: გრიგოლ აბაშიძე) е грузински писател и учен (академик, 1979).
Пише исторически и съвременни поеми („Георги Шести“, „Непобедимият Кавказ“), романи и пиеси. В съавторство с А. В. Абашели създава грузинския химн.